# Alpha Regio
Alpha Regio là một khu vực của hành tinh Sao Kim kéo dài khoảng 1500 km tập trung ở tọa độ 22°S, 5°E.
Nó được Richard Goldstein phát hiện và đặt tên vào năm 1964. Tên này đã được phê duyệt bởi Nhóm nghiên cứu của Liên minh thiên văn quốc tế về danh pháp hệ thống hành tinh (IAU / WGPSN) từ năm 1976 đến 1979. Maxwell Montes, Alpha Regio, và Beta Regio là ba trường hợp ngoại lệ cho quy tắc rằng các đặc điểm bề mặt của Sao Kim được đặt tên theo danh xưng của nữ giới: phụ nữ hoặc nữ thần.
Bề mặt của khu vực là những gì được gọi là Tessera, có nghĩa là một địa hình đã bị biến dạng cao và nơi biến dạng tấn công theo nhiều hướng và có khoảng cách gần nhau. Thuật ngữ này xuất phát từ tiếng Hy Lạp có nghĩa là lát gạch ốp lát (các nhà điều tra Nga phân tích hình ảnh Venera 15 và Venera 16 nghĩ rằng địa hình này trông giống như một sàn gỗ). Giống như tất cả các vùng tessera, nó nằm trên địa hình xung quanh ở độ cao từ 1 đến 2 km, và bị biến dạng nặng nề bởi những gì dường như bị gấp lại. Giống như hầu hết các đơn vị tessera, các đồng bằng núi lửa xung quanh dường như đã chảy xung quanh lề của Alpha và do đó trẻ hơn Alpha.
Một bản đồ hồng ngoại do quỹ đạo Venus Express ghi lại cho thấy những tảng đá trên cao nguyên Alpha Regio có màu nhạt hơn và trông cũ hơn so với phần lớn hành tinh. Trên Trái Đất, những tảng đá sáng màu như vậy thường là đá granit và tạo thành các lục địa.